# Dachau-Schleißheimer Kanal
Der Dachau-Schleißheimer Kanal wurde in den Jahren 1691/92 als Teil des von Enrico Zuccalli geplanten Nordmünchner Kanalsystems angelegt. Er stellte eine Wasserverbindung zwischen der Schlossanlage Schleißheim und der Amper bei Dachau mit seinem hoch gelegenen Schloss (ebenfalls herzogliche/kurfürstliche Sommerresidenz) dar.

## Lage

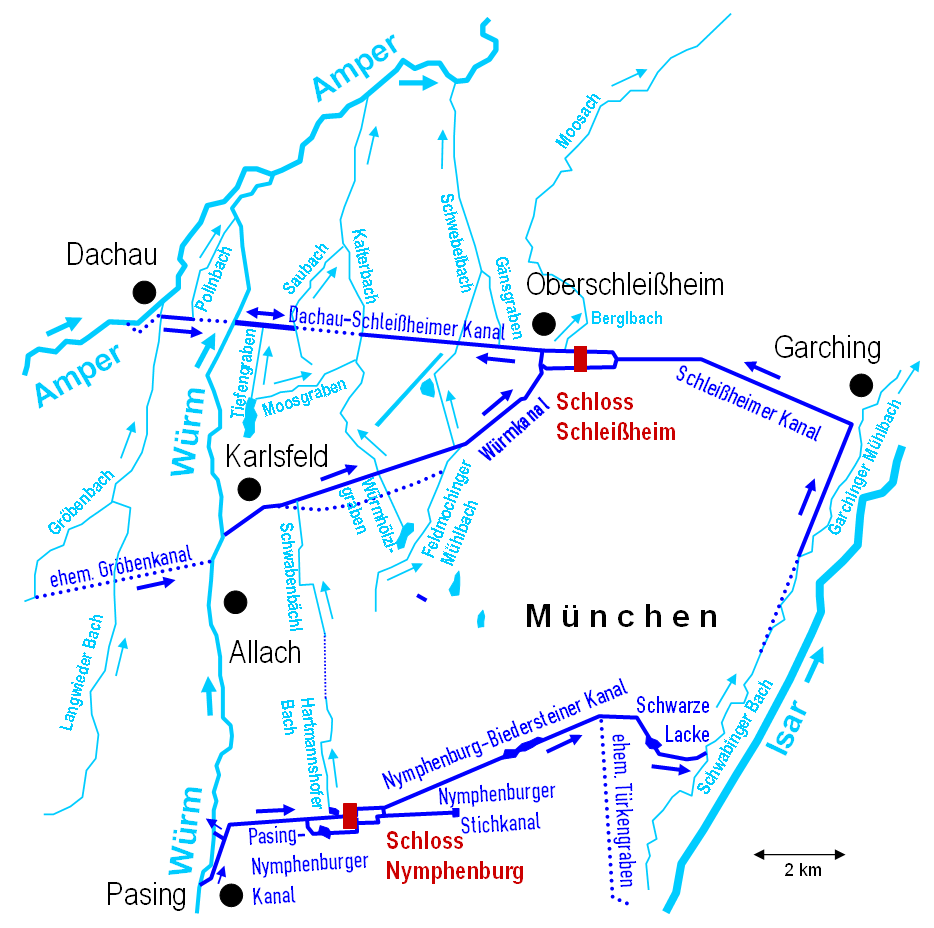
Der Dachau-Schleißheimer Kanal im Nordmünchner Kanalsystem

Der von beiden Enden mit Wasser beschickte Kanal verband im Dachauer Moos den Schleißheimer Kanal, über den Wasser aus dem Gewässersystem der Isar zur Schlossanlage Schleißheim geführt wurde und der auch zum Transport von Baumaterial diente, mit dem Gewässersystem der Amper. Der ursprünglich 8,7 km lange Kanal durchquerte eine reine Moorlandschaft. Er verlief (und verläuft) über weite Strecken unmittelbar südlich der heutigen Bundesstraße 471 und der Staatsstraße 2063 sowie der Schleißheimer Straße in Dachau; dem früheren, jetzt trockenen Verlauf folgt ungefähr die Gemeindegrenze zwischen Dachau und Karlsfeld. Seinen Tiefpunkt hatte er beim Saubach; dort gab er das Wasser in das Moor ab. Westlich des Schlossparks von Schleißheim war beim Brunnhaus eine Kammerschleuse angeordnet, die einen Höhenunterschied von 3 m überwand. In Dachau endete der Kanal am Holzgarten, einer Art Hafenbecken für die Holztrift. Neben dem Transport von Baumaterialien fand auf dem Kanal auch Personenverkehr mit Gondeln statt.

## Gegenwärtiger Zustand

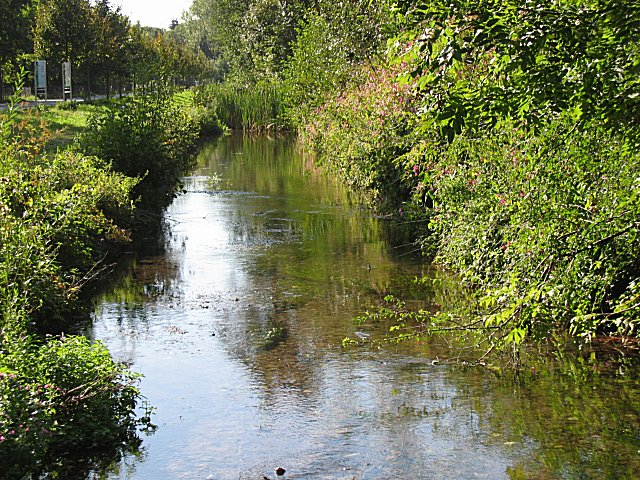
Der Kanal in der Nähe der Kreuzung mit dem Schwebelbach

Kreuzung des Schwebelbachs mit dem Kanal

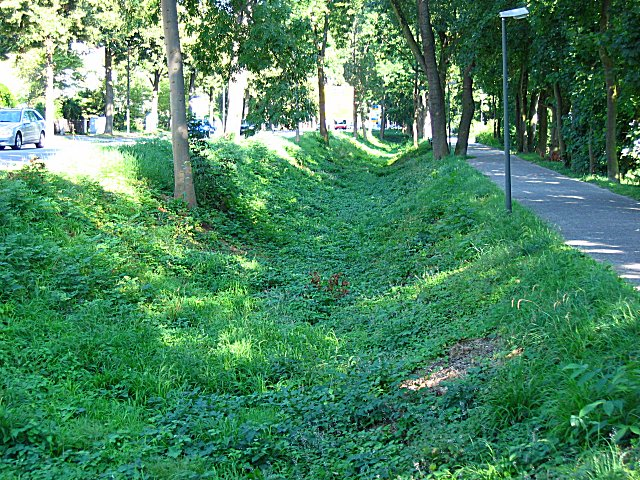
Trockengefallener Abschnitt im Stadtgebiet von Dachau

Der Kanal ist nur noch teilweise wasserführend. Das mittlere Teilstück wurde um 1900 aufgelassen. Vom Schloss Schleißheim ausgehend fließt das Wasser nach Westen und wird über den Gänsgraben, den Schwebelbach und den Kalterbach zur Amper abgeleitet. Westlich des Kalterbachs ist der Kanal weitgehend trockengefallen (bis zum Saubach) und teilweise zugeschüttet. Zwischen dem Saubach und der Würm nimmt der Kanalrest das Wasser des Tiefengrabens auf und leitet es zu Saubach und Würm, die bald darauf in die Amper mündet. Im Stadtgebiet von Dachau führt noch ein kurzer Kanalabschnitt Wasser, das vom Gröbenbach kommt und über den Pollnbach in die Amper geleitet wird.
Der Verein Dachauer Moos e.V. hat 2001 eine materialreiche Studie zur Möglichkeit der Wiederherstellung des Kanals veröffentlicht.